# Lešnica, Ormož
Lešnica je obcestno naselje v Občini Ormož. Leži severno od Ormoža na Štajerskem in je del Podravske statistične regije. Naselje se nahaja ob cesti Ormož–Sv. Tomaž.
Leta 1991 je bila južno od naselja odkrita prazgodovinska naselbina iz bakrene dobe, na nahajališču so odkrili tudi lončevino. Leta 2013 so na območju vasi našli poznorimskodobno lončevino.